# Takashi Hirata
Takashi Hirata (jap. 平田孝 Hirata Takashi; ur. 15 stycznia 1936 w Tokio) – japoński zapaśnik walczący w obu stylach. Olimpijczyk z Rzymu 1960, gdzie zajął czwarte miejsce w kategorii 52 kg, w stylu klasycznym.
Piąty na mistrzostwach świata w 1959. Czwarty w Pucharze Świata w 1958 roku.